# Stellenbosch
Stellenbosch este un oraș din Provincia Western Cape, Africa de Sud.